# Kozojedy (ort i Tjeckien, lat 50,32, long 15,37)
Kozojedy är en ort i Tjeckien. Den ligger i den centrala delen av landet, 70 km öster om huvudstaden Prag. Kozojedy ligger 272 meter över havet och antalet invånare är 208.
Terrängen runt Kozojedy är platt. Runt Kozojedy är det ganska tätbefolkat, med 124 invånare per kvadratkilometer. Närmaste större samhälle är Jičín, 13,5 km norr om Kozojedy. Trakten runt Kozojedy består till största delen av jordbruksmark.